# 少花石斛
少花石斛（学名：Dendrobium parciflorum）为兰科石斛属下的一个种。

## 扩展阅读
- 維基物種上的相關：少花石斛